# بوتاين
مركبات البوتاين هي مركبات عضوية هيدروكربونية من الألكاينات تشترك بالصيغة الكيميائية المجملة C4H6؛ بالتالي فهي مركبات متصاوغة وهي تشمل المركبين:
- 1-بوتاين
- 2-بوتاين

يختلف المركبين عن بعضهما في موقع الرابطة الثلاثية على السلسلة الكربونية.